# Hallvar Thoresen
Hallvar Thoresen est un footballeur norvégien né le 12 avril 1957 à Larvik, qui a évolué notamment au FC Twente et au PSV Eindhoven. Il évoluait au poste de milieu offensif et a été le premier - et l'unique à ce jour - capitaine du PSV Eindhoven né en dehors du Benelux. Il occupa en effet ce poste de 1983 à 1986.
Depuis la fin de sa carrière de joueur, il est devenu entraîneur, au Strømsgodset IF puis au SK Brann. Il est par ailleurs le fils de Gunnar Thoresen.

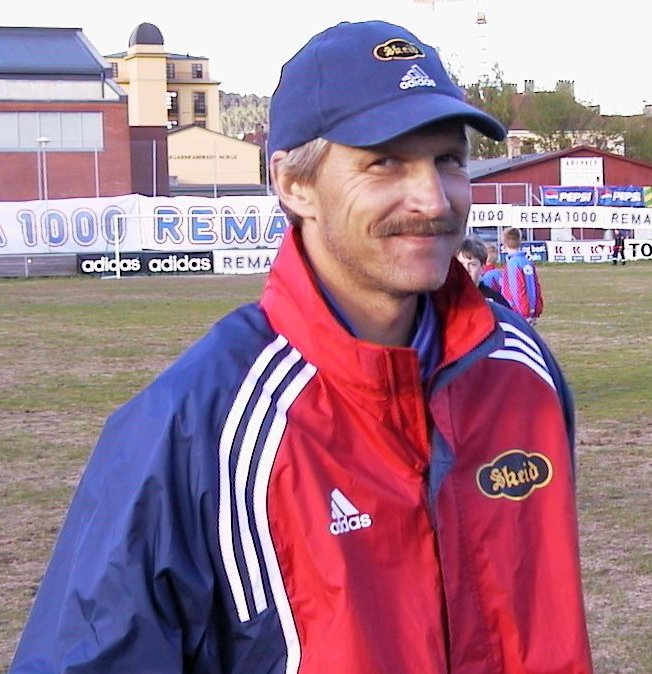
Hallvar Thoresen en 2001.

## Parcours en tant que joueur
- 1976 : Larvik Turn IF -  Norvège
- 1976-1981 : FC Twente -  Pays-Bas
- 1981-1988 : PSV Eindhoven -  Pays-Bas
- 1988-1991 : Frigg Oslo FK -  Norvège

## Parcours en tant qu'entraîneur
- 1992 : Strømsgodset IF -  Norvège
- 1993-1995 : SK Brann -  Norvège

## Filmographie
- 1981 : À nous la victoire